# Athalaric
Athalaric (n. 516 – d. 2 octombrie 534) a fost rege al ostrogoților din Italia din anul 526.
Athalaric a fost fiul lui Eutharic cu regina Amalasuntha. Bunicul său pe linie maternă a fost Theodoric cel Mare. El a succedat bunicului său în poziția regală din 526.
Dat fiind că Athalaric nu avea la acel moment decât vârsta de 10 ani, regența a fost asumată de către mama sa, Amalasuntha. Mama sa a căutat să îi asigure lui Athalaric o educație în tradiția romană, însă nobilii goți au efectuat presiuni asupra Amalasunthei pentru a le permite să îl crească în conformitate cu obiceiurile lor. Ca rezultat, Athalaric a căzut în patima beției, fapt care i-a distrus sănătatea.